# Makroskop – Magazin für Wirtschaftspolitik
Makroskop – Magazin für Wirtschaftspolitik bietet kritische Analysen zu Politik und Wirtschaft. Das Magazin wurde 2016 von Heiner Flassbeck und Paul Steinhardt gegründet und erscheint online. Seit 2023 fungiert Heinrich Röder als Geschäftsführer. Redaktionsleiter ist Sebastian Müller.

## Profil
Auf der Website werden vorrangig aktuelle Ereignisse und Debatten aus einem makroökonomischen Blickpunkt beleuchtet. Der Medienkritiker Lutz Frühbrodt schreibt über „Makroskop“: „Bei den Inhalten handelt es sich meist um anspruchsvolle, auf wissenschaftlichen Theorien und Konzepten basierende Essays und Kommentare. Die Themenfelder reichen von Globalisierung und Währungspolitik über Ökologie und Sozialpolitik bis zur wirtschaftswissenschaftlichen Theorie.“

## Autoren
Als Autoren sind  Ökonomen, Soziologen und Politologen wie Dirk Ehnts, Bill Mitchell, Stephan Schulmeister, Andreas Nölke, Peter Wahl, Werner Vontobel, Martin Höpner, Hartmut Reiners, Alfred Kleinknecht oder Hans-Peter Martin tätig. Darunter befinden sich auch Gastbeiträge, etwa von Jayati Ghosh, Fritz Scharpf, Bernd Stegemann, Nils Heisterhagen oder Robert Pfaller.

## Finanzierung
Das Magazin bietet ein kostenpflichtiges Abo in vier Preisstufen an. Neben einigen freien Artikeln befinden sich die meisten Beiträge hinter einer Bezahlschranke.

## Edition Makroskop
Seit 2022 initiiert und unterstützt Makroskop Buchpublikationen zu ökonomischen, politischen und gesellschaftlichen Themen. Die verlagseigene Edition erweitert und vertieft das journalistische Angebot der Online-Ausgabe des Magazins. Bisher erschienen in der Edition Makroskop sind:
- John E. King: Postkeynesianismus – Eine Einführung, Promedia 2022. 240 S.
- Hartmut Reiners: Die ökonomische Vernunft der Solidarität, Promedia 2023. 224 S.
- Armin Groh: Die blinden Flecken der Demokratie, Promedia 2023. 264 S.
- Steve Keen: Für eine Neue Ökonomik. Ein Manifest, Promedia 2024. 176 S.
- Rainer Land: Chinas gelenkte Marktwirtschaft. Hintergründe eines Booms, Promedia 2025. ca. 240 S.

## Themenhefte
Bis 2023 erschienen ein- bis zweimal jährlich auch Themenhefte:
- Das Schuldenproblem und die europäische Krise (Herbst/Winter 2017)
- Markt und Staat neu denken (Frühjahr/Sommer 2018)
- Ach, Europa! (Herbst/Winter 2018)
- Grenzenlose Freiheit (Frühjahr/Sommer 2019)
- Der Staat. Seine Macht und Ohnmacht (Herbst/Winter 2019)
- (K)eine Zukunft für die Arbeit (Frühjahr/Sommer 2020)
- Schuld und Sühne (Herbst/Winter 2020)
- Wahlprogramm sucht Partei (Sommer 2021)
- Zwischen Globalismus und Demokratie (Sommer 2022)
- Energie für die Wende? (Herbst/Winter 2023)